# Chodes
Chodes ist ein nordspanischer Ort und eine Gemeinde (municipio) mit 102 Einwohnern (Stand: 2024) in der Provinz Saragossa in der Autonomen Region Aragonien.

## Lage
Chodes liegt am Río Jalón etwa 27 Kilometer (Fahrtstrecke) nordöstlich der Stadt Calatayud in einer Höhe von etwa 470 Metern über dem Meeresspiegel. Bis nach Saragossa sind es etwa 93 Kilometer in nordöstlicher Richtung; der Nachbarort Morata de Jalón befindet sich nur etwa 8 Kilometer südlich.

## Bevölkerungsentwicklung
| Jahr      | 1960 | 1970 | 1981 | 1991 | 2001 | 2011 |
| Einwohner | 399  | 239  | 185  | 149  | 117  | 147  |

In der zweiten Hälfte des 19. und zu Beginn des 20. Jahrhunderts lag die Einwohnerzahl des Ortes meist bei etwa 600 Personen. Aufgrund der zunehmenden Mechanisierung der Landwirtschaft ist die Zahl der Einwohner seitdem stetig zurückgegangen.

## Wirtschaft
Jahrhundertelang lebten die Bewohner des Ortes direkt (als Tagelöhner) oder indirekt (als Händler oder Handwerker) von der Landwirtschaft. Sie bearbeiteten die Ländereien des Grundherrn, des Marqués de Villaverde, der auch den Grafentitel Conde de Morata führte, und ihre eigenen kleinen Felder.

## Geschichte
Nach der Vertreibung der Mauren unter Philipp III. durch den Herzog von Lerma in den Jahren 1609 bis 1615 begannen sich viele Landgemeinden zu entvölkern und der hiesige Grundherr sah sich genötigt, seine Besitzungen neu zu organisieren. Die alte Burg und der alte Ort lagen zu weit von seinen Feldern entfernt und so beschloss er im Jahr 1676 den Bau von mehr als 20 Landarbeiterhäusern rund um einen achteckigen Platz mit drei Zugängen in der Ebene nahe bei seinen Besitzungen. Die dazugehörige Kirche wurde wenige Jahre später errichtet. Der Ort hieß ursprünglich Villaredonda und erhielt erst nach dem völligen Verfall der alten Siedlung deren Namen. Seinen eigenen Wohnsitz verlegte der Grundherr in den Nachbarort Morata de Jalón.

## Sehenswürdigkeiten

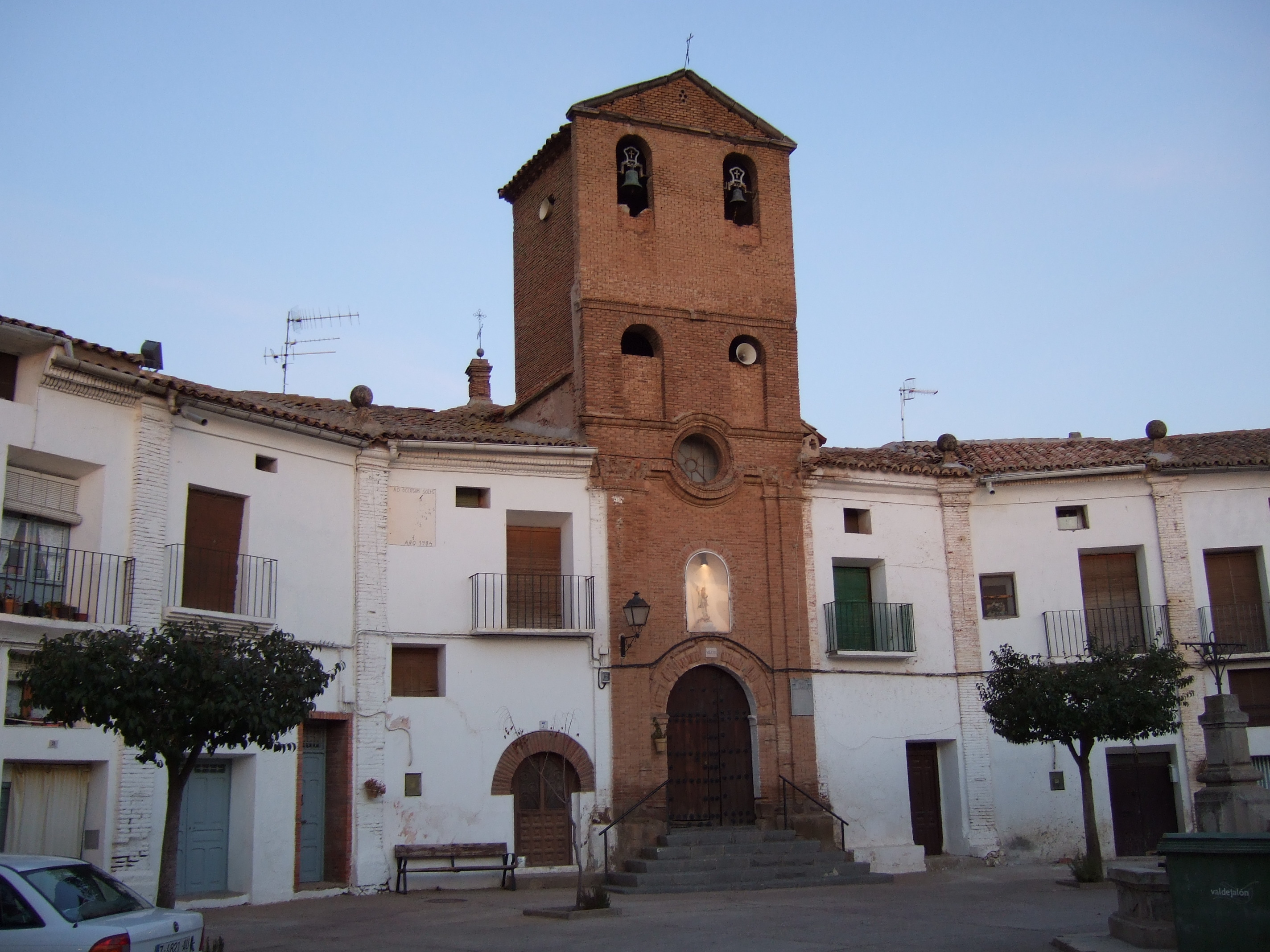
Plaza de España

- Hauptsehenswürdigkeit des Ortes ist die im Jahr 2001 als Kulturgut (Bien de Interés Cultural) klassifizierte Plaza de España, die einen ungewöhnlichen achteckigen Grundriss aufweist. An jeder der acht Seiten stehen in der Regel zwei oder Häuser mit separatem Eingang und zwei Geschossen. Für den Turm der nachträglich aus Ziegelsteinen erbauten Kirche blieb ein Teilstück von etwa vier Metern ausgespart. Auf dem Platz steht ein Brunnen zur Wasserversorgung der Einwohner.
- Eine weitgespannte steinerne Bogenbrücke aus dem ausgehenden 17. Jahrhundert führt über den Río Jalón und verbindet die beiden Orte Chodes und Morata de Jalón.
- Der frühbarocke Kirchturm des verlassenen Dorfes Villanueva de Jalón zeigt einige Mudéjar-Elemente und ist ebenfalls als Kulturgut anerkannt.